# Eixample (Valencia)
Eixample (in spagnolo Ensanche) è un distretto della città di Valencia, indicato con il numero 2.

## Geografia
Il distretto è delimitato a nord da Carrer de Colom e Carrer de la Justícia; a est dal Giardino del Túria; a sud dall'avinguda de Peris i Valero e a ovest dai binari ferroviari che arrivano alla Stazione di Valencia-Nord.
Confina a nord-ovest con Ciutat Vella, a ovest con Extramurs, a sud con Quatre Carreres e a nord-est con El Pla del Real.

### Quartieri
Il distretto al 2023 ha 43565 abitanti ed è diviso in tre barri:
| Codice | Nome             | Popolazione (2023) | Superfície (km2) | Densità (ab/km2) |
| ------ | ---------------- | ------------------ | ---------------- | ---------------- |
| 2.1    | Russafa          | 23735              | 0.878            | 23735            |
| 2.2    | El Pla del Remei | 7021               | 0.387            | 33300            |
| 2.3    | Gran Via         | 11916              | 0.469            | 9266             |
| 2      | Eixample         | 43565              | 1.733            | 25138            |
| Fonte: |                  |                    |                  |                  |

## Storia
L'Eixample di Valencia cominciò a prendere forma alla fine dell'Ottocento a causa della necessità di risolvere, come altri progetti di espansione dell'epoca, importanti problemi della città vecchia come la progressiva scarsità e l'aumento del costo dei lotti urbani, il deleterio raggruppamento di abitazioni e industrie, il sovraffollamento e l'insalubrità delle abitazioni tradizionali e l'assenza di un sistema stradale più efficace e semplice. Nel 1850 la città di Valencia, il cui perimetro era ancora limitato al centro storico e ad alcuni sobborghi, raggiunse i 100 000 abitanti. Questo, insieme allo spostamento dalla centralità urbana a sud (inaugurazione della Stazione Nord nel distretto di Sant Francesc nel 1852, trasferimento del Consiglio Comunale dell'edificio del Palau de la Generalitat Valenciana nella sua posizione attuale nel 1859, tra gli altri) portò alle prime idee di espansione. Il primo piano di ampliamento fu redatto nel 1858 e, anche se non fu mai realizzato, contribuì a sensibilizzare sulla necessità di ampliamento, e la demolizione delle mura medievali iniziò nel 1865.